# William Ospina
Pour les articles homonymes, voir Ospina.
William Ospina (né le 2 mars 1954 à Padúa, Tolima) est un écrivain et poète colombien.

## Biographie
Après avoir fait des études de droit à l’université de Santiago de Cali, il décide de se consacrer au journalisme.  Entre 1979 et 1981, il voyage dans plusieurs pays européens avant de venir s’installer définitivement à Bogota. Son premier roman, Ursúa, salué par Gabriel García Márquez et Fernando Vallejo, a connu un immense succès en Amérique latine.

## Prix littéraires
- 1982 : prix national de l'essai pour son ouvrage sur le poète Aurelio Arturo Martinez
- 2003 : prix de l'essai « Ezequiel Martínez Estrada » du prix Casa de las Américas pour son essai  Los nuevos centros de la esfera
- 2009 : prix Rómulo Gallegos pour son premier roman, Ursúa, publié en 2007.

## Œuvres traduites en français
- À qui parle Virginia en marchant vers l'eau ?, traduit de l'espagnol par Tania Roelens, Cheyne, 2004,
- Le pays de la cannelle,  trad. Claude Bleton, J-C. Lattès, 2010
- Ursúa, trad. Claude Bleton, J-C. Lattès, 2007
- Arrêter net, trad. Tania Roelens, Paris, Editions des Crépuscules 2019[1]